# Fang Bin
Dans ce nom chinois, le nom de famille, Fang, précède le nom personnel Bin.
Fang Bin est un journaliste citoyen et lanceur d'alerte chinois actif sur YouTube et le réseau WeChat et ayant diffusée des images de Wuhan durant la pandémie de Covid-19. Il est arrêté par les autorités chinoises à plusieurs reprises entre le 1er et le 9 février 2020. Il est disparu depuis son arrestation du 9 février 2020. Le 30 avril 2023, il aurait été libéré après une peine de prison de trois ans à la suite d'un procès secret.

## Biographie
Fang Bin est un homme d'affaires, résident à Wuhan (Hubei), épicentre de l'épidémie de Covid-19 qui frappe brutalement la Chine en janvier et février 2020.

### Journalisme citoyen et première arrestation
Le 25 janvier 2020, Fang Bin publie sa première vidéo sur YouTube pour contourner la censure présente sur les réseaux chinois. L'accès à Youtube est censuré en Chine mais la plateforme reste accessible via VPN. Ses premières vidéos montrant différents quartiers et décrivant la situation à Wuhan ne génèrent que quelques milliers de vues.
Le 1er février 2020, il publie une vidéo montrant 8 corps empilés dans un minibus devant un hôpital de Wuhan. La vidéo est partagée sur Twitter par la journaliste Jennifer Zeng. Il est arrêté le soir même, interrogé, mis en garde, puis libéré.
Entre le 2 février et le 9 février 2020 il continue à diffuser des vidéos, principalement face caméra dans son appartement. La police se présente plusieurs fois à son domicile.

## Arrestation des lanceurs d'alertes
Au cours du mois de février 2020, Chen Qiushi, Fang Bin et Li Zehua, tous trois lanceurs d'alertes, citoyens journalistes et contradicteurs de terrain de la version officielle de gestion de la crise par le régime chinois sont arrêtés et disparaissent.
Chen Qiushi un avocat arrivé à Wuhan dès le 23 janvier disparaît en premier le 6 février 2020, une semaine après avoir publié une nouvelle vidéo à charge sur le régime chinois qu'il clôt par la phrase « Je n'ai pas peur de mourir. Tu crois que j'ai peur de toi parti communiste ? »,.
Le 4 février, deux jours avant l'arrestation de Chen Qiushi, la police se présente deux fois, en nombre, sans mandat au domicile de Fang Bin. Ce dernier filme la scène et refuse d'ouvrir la porte convaincu qu'ils sont là pour l'arrêter.
Dans une vidéo diffusée le 7 février, il dénonce les mensonges du régime dans la gestion de crise et l'arrestation de Chen Qiushi et Li Wenliang ainsi que la mort de ce dernier.
Le 9 février 2020 il publie sa dernière vidéo ou il filme pendant 12 secondes un papier sur lequel est écrit « Que tous les citoyens résistent, rendez le pouvoir au peuple » message qu'il lit à haute voix. Il est disparu depuis cette date,.
Li Zehua, un autre citoyen journaliste est également arrêté le 26 février 2020.

## Réactions
- Patrick Poon d'Amnesty International déclare le 14 février 2020 à la BBC: « Les autorités chinoises devraient informer [les] familles [de Chen Qiushi et Fang Bin] et leur donner accès à un avocat de leur choix. Sinon, il est légitime de craindre qu'ils ne soient soumis à la torture ou à d'autres mauvais traitements. »[8].
- Le représentant américain Jim Banks a écrit le 1er avril 2020 au Département d'État des États-Unis pour demander l'ouverture d'une enquête sur la disparition des trois citoyens journalistes[9].

## Libération
Le 30 avril 2023, Associated Press dévoile la libération de Fang Bin et ce qu'il est advenu de lui depuis février 2020. Deux personnes, qui ne souhaitent pas être nommées de peur de représailles gouvernementales, dévoilent qu'il a été condamné à trois ans de prison lors d'un procès secret tenu à Wuhan et qu'il a été discrètement libéré et de retour chez lui dans cette même ville, le dimanche 30 avril 2023,.